# Villers-Saint-Frambourg
Villers-Saint-Frambourg era una comuna francesa que estaba situada en el departamento de Oise, de la región de Alta Francia que el 1 de enero de 2019 pasó a formar parte de la comuna nueva de Villers-Saint-Frambourg-Ognon como comuna delegada.

## Historia
En 1825 absorbe la comuna de Ognon y en 1832 dicha comuna fue reconstituida a partir de sus antiguos territorios.
El 12 de marzo de 2020 el consejo municipal decidió su supresión como comuna delegada.

## Demografía
| Gráfica de evolución demográfica de Villers-Saint-Frambourg entre 1800 y 2016 |
|                                                                               |

Los datos demográficos contemplados en este gráfico de la comuna de Villers-Saint-Frambourg se han cogido de 1800 a 1999 de la página francesa EHESS/Cassini, y los demás datos de la página del INSEE.